# Lamborghini Murciélago LP670-4 SV
De Lamborghini Murciélago LP670-4 SV is het topmodel van de Murciélago-reeks van Lamborghini. LP670-4 duidt aan dat de motor 670 pk levert en dat de auto vierwielaandrijving heeft. LP staat voor Longitudinale Posteriore. SV staat voor SuperVeloce, wat supersnel betekent. De wagen is stukken lichter dan een standaard Murcielago.
De auto werd voor het eerst getoond op de Autosalon van Genève in maart 2009. De SuperVeloce is het laatste model in de Murciélago-reeks en de productie wordt gelimiteerd tot 350 exemplaren.
Huidige modellen:
Huracán ·
Aventador ·
Urus
Uitvoeringen Lamborghini Gallardo:
Coupé ·
SE ·
Spyder ·
Superleggera ·
LP560-4 ·
LP560-4 Spyder ·
LP550-2 Valentino Balboni ·
LP570-4 Superleggera
Uitvoeringen Lamborghini Murciélago:
Coupé ·
Roadster ·
40th Anniversary ·
LP640 ·
LP640 Roadster ·
LP650-4 Roadster ·
LP670-4 SV ·
Reventón ·
Reventón Roadster
Oudere modellen:
350 GT · 
400 GT · 
Miura · 
Espada · 
Flying Star II · 
Islero · 
Jarama · 
Urraco · 
Countach · 
Silhouette · 
Jalpa · 
LM002 · 
Diablo · 
Murciélago ·
Gallardo
Concepten:
Alar ·
Asterion ·
Athon ·
Estoque ·
Sesto Elemento ·
Portofino